# Ваньковичі гербу Лис
Ваньковичі гербу Лис (біл. Ваньковічы пол. Wankowiczowie) — зем'янський рід.

## Походження
Перші згадки роду сягають 1499 р. Володіли маєтностями в Новогрудському повіті і біля Вілейки.
21 жовтня 1773 року Гаспер Ванькович, суддю земського Мінського воєводства затверджено у дворянстві в Оршанському земстві.
Представники роду були православними, початку XVII століття — католиками. У XIX—XX століттях володіли селами Ігуменському повіті. Обіймали посади в адміністрації Великого князівства Литовського, вибиралися до органів дворянського самоврядування Російської імперії. Були також власниками у Смиловичах — останнім власником Смиловичів був син Леона Ваньковича, також Леон (1874—1949 рр.), який одружився 1897 року на Стефанії Броель-Пляттер. 
У 1912 році, представники широко розгалуженого роду Ваньковичів з метою надання матеріальної допомоги своїм бідним родичам створили благодійну організацію «Організація взаємної допомоги дворян Ваньковичів», яка мала свій статут і очолювалася радою..

## Представники роду
- Валентій-Вільгельм Ванькович (1800—1842) — художник романтичного напряму, автор відомого портрета Адама Міцкевича «Міцкевич на скелі Аю-Даг» (близько 1831).
- Мельхіор Ванькович (1892—1974) — офіцер польської армії, письменник, журналіст і видавець.
- Станіслав Ванькович (1860—193) — голова польської місії в Києві, у ранзі надзвичайного посла і повноважного міністра Польщі при гетьмані Павлу Скоропадському.
- Теодор Антоній Ванькович (XVII ст.—бл. 1710) — стольник й підстароста мінського суду, староста підусяцький та каштелян Мінський (1709—1710) і депутат Трибуналу Великого Князівства Литовського.

Також з цього роду походила Єва (Євдокія) Ванькович — дружина греко-католицького священника Якова Вахнянина, пароха у Цівках. Їх нащадками були видатні українські діячі: Анатоль, Остап і Богдан Вахнянини, Омелян Терлецький, Галина Левицька і її донька Лариса Крушельницька.